# الاپینار، کوزان
الاپینار، کوزان (به لاتین: Alapınar, Kozan) یک منطقهٔ مسکونی در ترکیه است که در استان آدانا واقع شده‌است.